# La Fouillade
La Fouillade (okzitanisch: La Folhada) ist eine französische Gemeinde mit 1.113 Einwohnern (Stand: 1. Januar 2022) im Département Aveyron in der Region Okzitanien (vor 2016: Midi-Pyrénées). Sie gehört zum Arrondissement Villefranche-de-Rouergue und zum Kanton Aveyron et Tarn. Die Einwohner werden Fouilladais und Fouilladaises genannt.

## Geographie
La Fouillade liegt etwa 60 Kilometer ostnordöstlich von Montauban und etwa 44 Kilometer westsüdwestlich von Rodez. Umgeben wird La Fouillade von den Nachbargemeinden Sanvensa im Norden, Lunac im Osten, Bor-et-Bar im Südosten, Saint-André-de-Najac im Süden und Südwesten, Najac im Südwesten und Westen sowie Monteils im Nordwesten.

## Bevölkerungsentwicklung
| Jahr                       | 1962 | 1968 | 1975 | 1982 | 1990 | 1999 | 2006 | 2019 |
| Einwohner                  | 1135 | 1123 | 1154 | 1153 | 1041 | 1034 | 1110 | 1108 |
| Quellen: Cassini und INSEE |      |      |      |      |      |      |      |      |

## Sehenswürdigkeiten

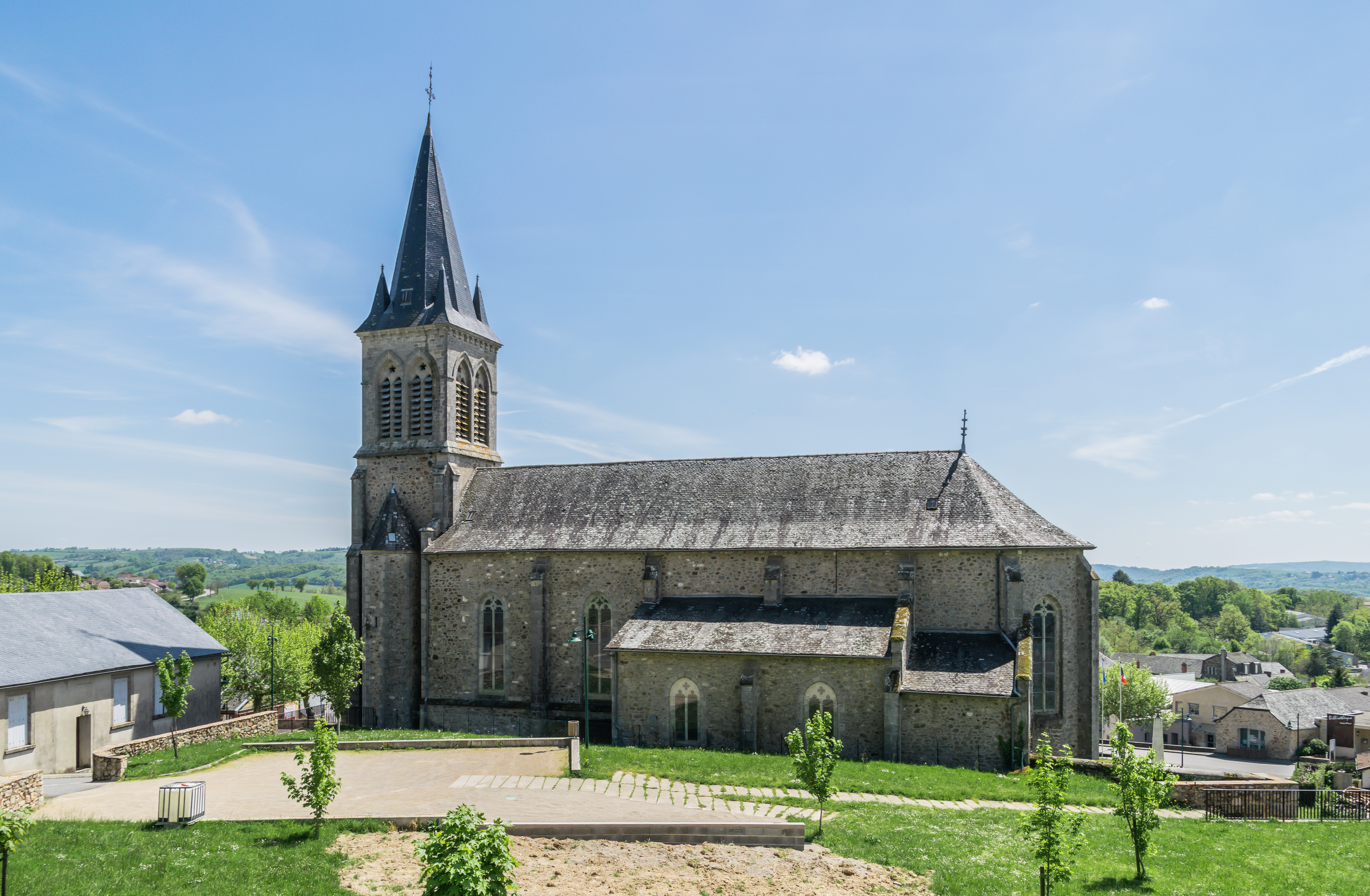
Kirche Saint-Jean-Baptiste
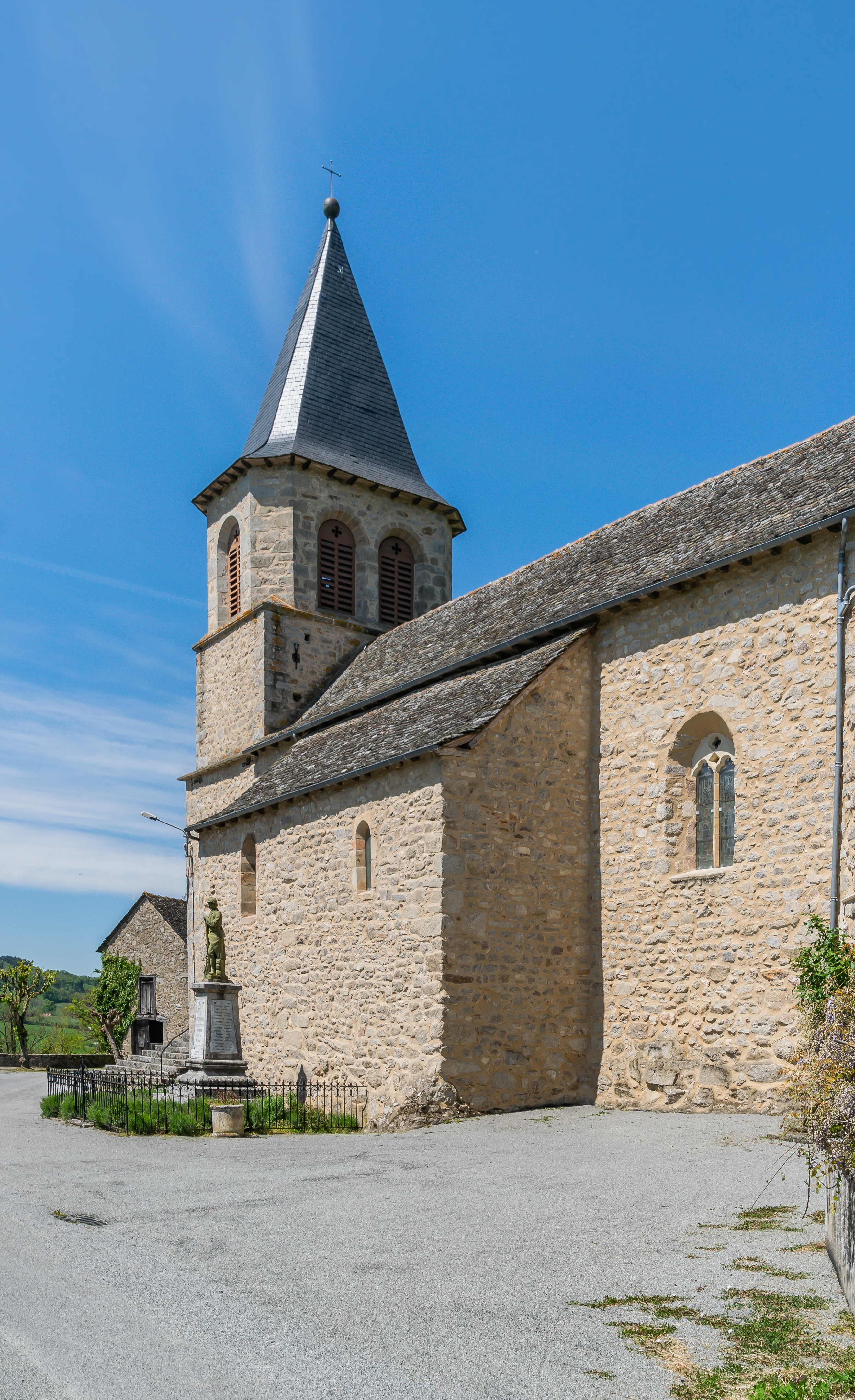
Kirche de l’Assomption

- Mariä-Himmelfahrts-Kirche in Arcanhac mit einem Reliquiar in Form einer Monstranz aus dem 18. Jahrhundert, seit 1983 als Monument historique der beweglichen Objekte klassifiziert
- ehemalige Kapelle von Souloumiac

- Kirche Saint-Jean-Baptiste
- Kirche de l’Assomption